# Kudagala Mane, Shimoga
Kudagala Mane là một làng thuộc tehsil Shimoga, huyện Shimoga, bang Karnataka, Ấn Độ.